# Neoglyphidodon nigroris
Neoglyphidodon nigroris är en fiskart som först beskrevs av Cuvier, 1830.  Neoglyphidodon nigroris ingår i släktet Neoglyphidodon och familjen Pomacentridae. Inga underarter finns listade i Catalogue of Life.

## Bilder

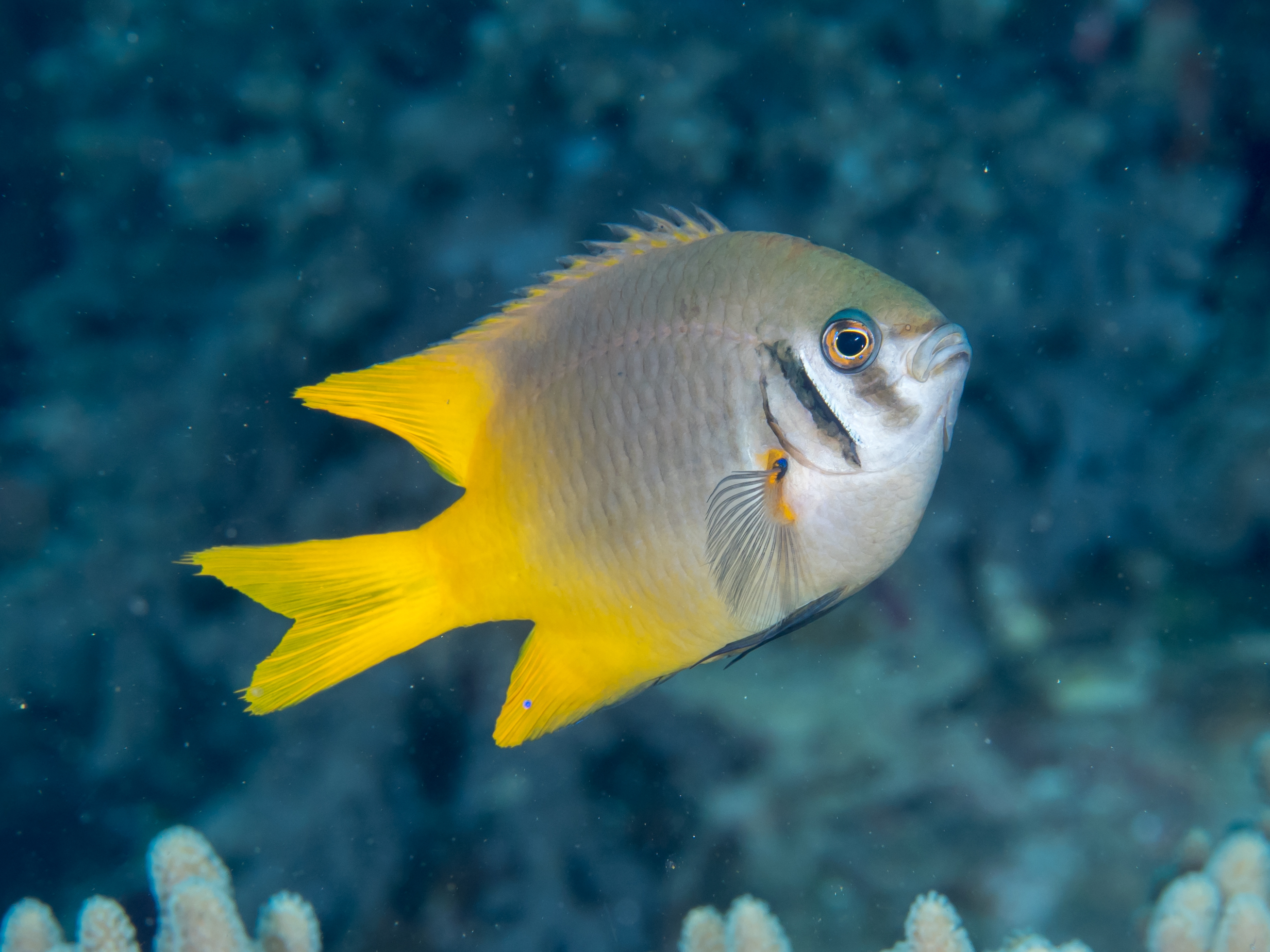
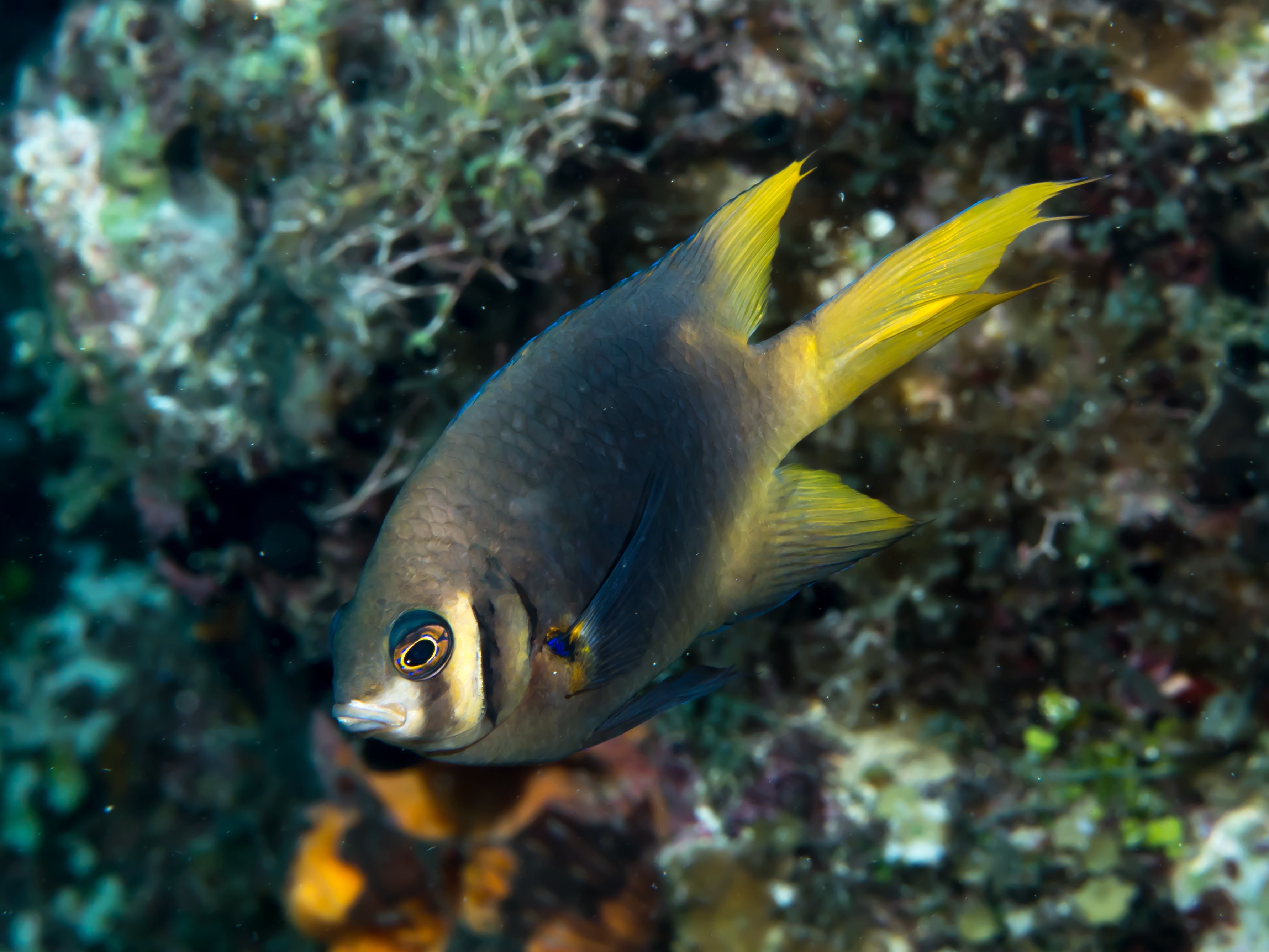
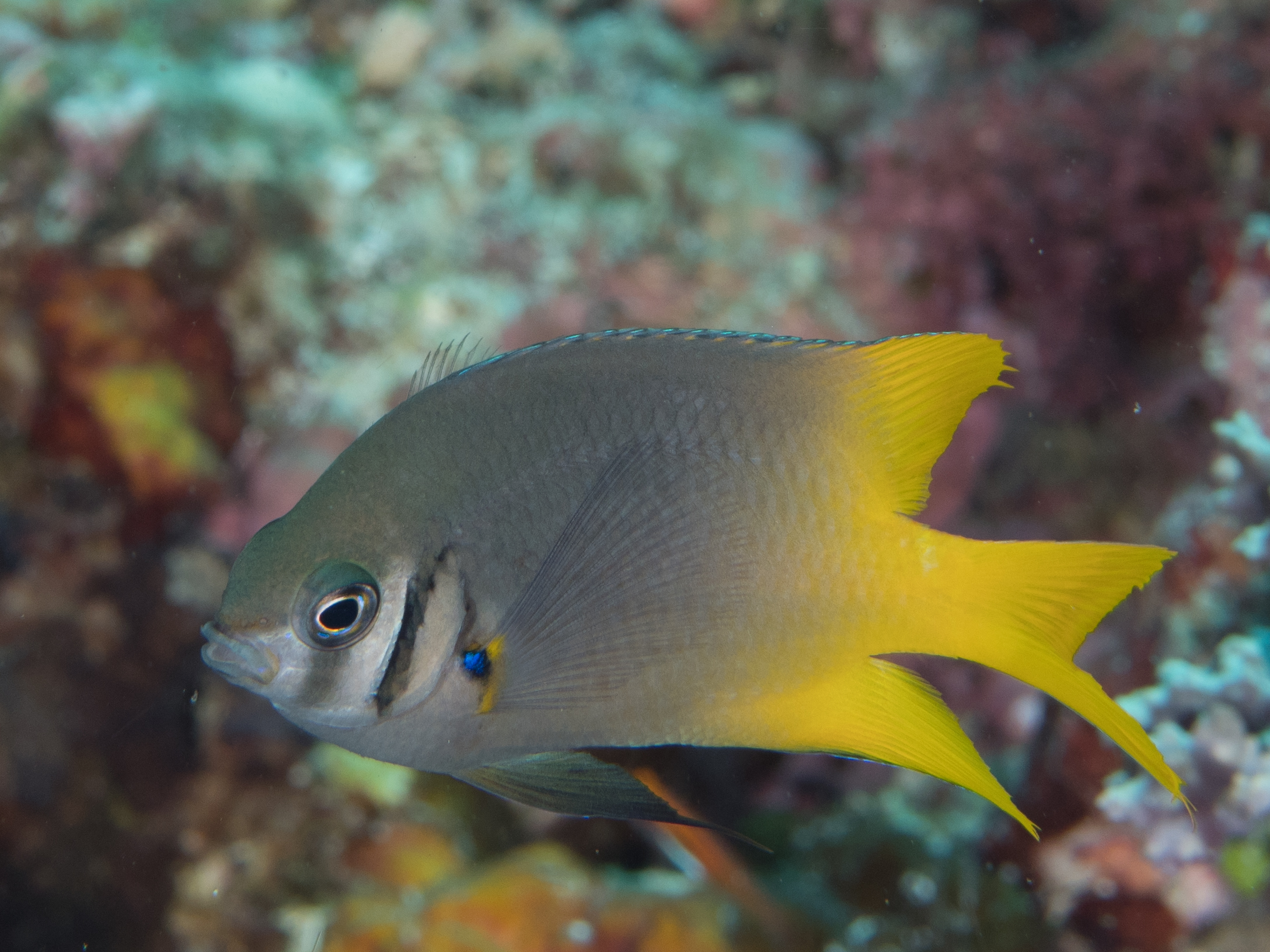
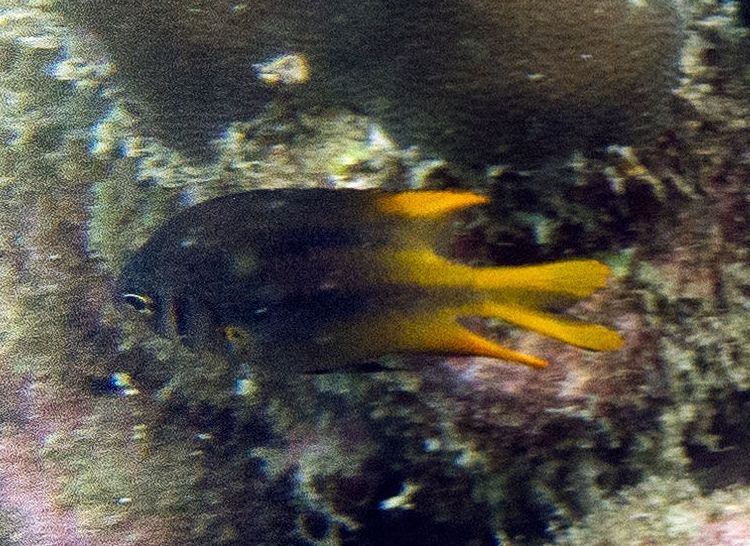
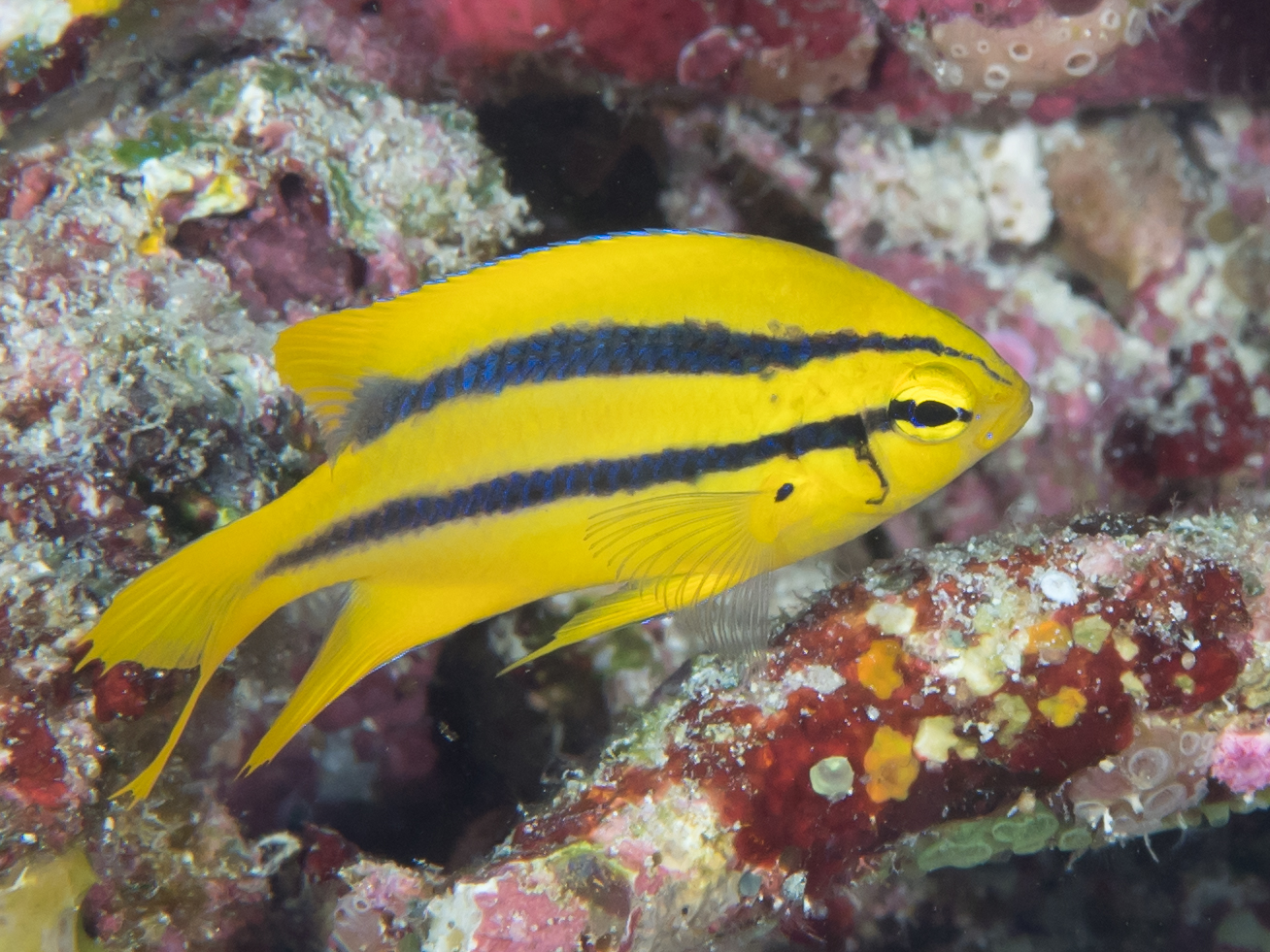